# Niccolò Agliardi
Niccolò Agliardi (Milano, 17 maggio 1974) è un cantautore e compositore italiano.
Grazie alla scrittura del brano Io sì (Seen) nel 2021, si è aggiudicato, insieme a Laura Pausini e Diane Warren, il Golden Globe, il Nastro d'argento e la candidatura al Premio Oscar per la miglior canzone originale.

## Biografia
Nasce a Milano il 17 maggio 1974. Frequenta il Liceo - Ginnasio Alessandro Manzoni, ed è in quegli anni che comincia a scrivere le sue prime canzoni.
Spinto dalla passione verso i grandi nomi della canzone d'autore si laurea in Letteratura Italiana presso l'Università degli Studi di Milano discutendo una tesi sui luoghi reali ed immaginari presenti nei testi di Francesco De Gregori.
Tra i suoi riferimenti musicali - oltre naturalmente a De Gregori - ci sono: Ivano Fossati (sul braccio sinistro ha tatuato il titolo di una sua canzone C'è tempo), Bruce Springsteen, Bob Dylan, Radiohead, Damien Rice, Tom Mc Rae e John Mayer.
Nel 1999 (dopo un anno passato a lavorare come assistente di produzione in due tour importanti come quelli di Fabrizio De André e Renato Zero) Niccolò comincia la sua carriera di autore e inizia a scrivere canzoni firmando in esclusiva prima per Sony Music Publishing, quindi per Universal Music Group (2003) ed oggi per Curci.

### I primi singoli 2001-2006
Nel 2000 lascia Milano trasferendosi a Roma dove inizia a lavorare alla sua carriera da cantautore e l'incontro con Niccolò Fabi e Mario Puccioni porta alla realizzazione nel 2001 del suo primo singolo Fiammiferi (Edel Italia) che ottiene una positiva accoglienza di critica e pubblico e l'apprezzamento di molti artisti italiani.
Nel 2002 un altro incontro segna la strada artistica di Agliardi: Roberto Dané (storico produttore di Antonello Venditti, Ron, Francesco De Gregori, Lucio Dalla e Fabrizio De André) sceglie di occuparsi del suo primo disco. A causa della sua prematura scomparsa nel 2003, lascia incompiuto il lavoro e il rapporto artistico e umano che si crea tra loro. Niccolò fa comunque tesoro dell'esperienza ricevuta recuperando tutto il materiale scritto sotto la supervisione di Danè e pubblica nell'ottobre 2004 Fratello Pop (Bonaparte Edizioni), singolo che stazionerà per quattro mesi nella classifica dei 100 brani più trasmessi dalle radio del MusicControl.
Il 13 maggio 2005 esce il suo primo album dal titolo 1009 giorni (Bonaparte Edizioni/Edel), da cui vengono estratti due singoli: Mi manca da vicino e Le cose che arrivano dopo.
Con questi brani Niccolò partecipa a diverse manifestazioni televisive e radiofoniche.
Nel dicembre dello stesso anno Agliardi diventa collaboratore ordinario della cattedra di Letteratura Italiana presso la Facoltà di Lettere e Filosofia dell'Università Statale di Milano dove tiene lezioni e seminari sulla canzone d'autore.
Il 2006 vede Niccolò in una nuova veste: quella di conduttore radiofonico per la sindacation Radio InBlu per la quale scrive e conduce un programma sulla musica d'autore intitolato “Parola d'ordine”. Questa pausa dalla sua attività di cantautore è rotta solo da una partecipazione importante: il 6 aprile, infatti, viene invitato a suonare in Piazza San Pietro a Roma davanti a più di 100 000 persone in occasione dell'incontro di Papa Benedetto XVI con i giovani.

### 2007-2012
Nel gennaio 2007 Niccolò comincia a lavorare insieme al produttore Simone Bertolotti al suo secondo album Da casa a casa (pubblicato il 25 gennaio 2008). Durante l'anno, al lavoro sul nuovo disco e all'impegno radiofonico, affianca un nuovo progetto: quello di un romanzo scritto a quattro mani insieme all'amico Alessandro Cattelan dal titolo Ma la vita è un'altra cosa, in uscita il 1º aprile 2008 per Arnoldo Mondadori Editore. Ad ottobre firma insieme a Eros Ramazzotti e Guy Chambers il brano Ci parliamo da grandi, uno dei quattro inediti presenti nella raccolta di Eros Ramazzotti e².
Il 29 febbraio 2008 esce il decimo disco di Mietta, Con il sole nelle mani, contenente un inedito scritto appositamente da Niccolò: Le parole che non esistono. Il 25 luglio ad Aulla riceve il Premio Lunezia per il valore Musical-Letterario dell'album Da casa a casa. 
Ad agosto partecipa insieme a Pacifico a "Life in Gubbio" festival di musica e poesia con la supervisione artistica di Paolo Bonolis. Il 24 ottobre esce in radio in Italia e in tutto il mondo Invece no (candidata ai latin grammy awards come miglior registrazione dell'anno 2009) primo singolo estratto del nuovo album di Laura Pausini  (Primavera in anticipo) il cui testo è firmato da Niccolò, autore tra l'altro, nello stesso album, anche di La geografia del mio cammino.
A gennaio 2009 esce in radio Io Mi Perdono (Alone), primo singolo da solista di Paola Iezzi, il cui testo è coscritto da Niccolò. È docente di scrittura creativa di testi per canzoni presso l'accademia di Sanremo (sanremoLab) per l'edizione 2009 e Area Sanremo. Il 21 aprile, presso le Officine Meccaniche di Milano, partecipa alla registrazione del singolo Domani 21/04.09, canzone scritta e prodotta da Mauro Pagani che vede protagonisti 56 tra i migliori artisti della musica italiana. L'intero ricavato dalla vendita e dai diritti editoriali del brano verrà utilizzo per la ricostruzione e restauro del Conservatorio "Alfredo Casella" e della sede del Teatro Stabile d'Abruzzo dell'Aquila in seguito al tragico terremoto che ha colpito la regione il 6 aprile 2009. Durante l'estate conduce insieme a Mattia Boschetti la fortunata trasmissione del week end di Radio 2 "Ingresso libero". Intervengono numerosi ospiti musicali e della cultura italiana. Cura tutte traduzioni in italiano dei brani in inglese dell'album di Elisa Heart uscito nel novembre 2009.
Partecipa come protagonista insieme a Paola Iezzi ed Andrea Gioacchini allo spettacolo teatrale "Ostinati e Contrari" sulla poetica di Fabrizio De André per l'associazione musicoterapica Onlus "la stravaganza", in scena a Milano al teatro "Franco Parenti" dal 18 al 21 febbraio 2010.
Dal 18 al 21 febbraio 2010 e dal 13 al 16 gennaio 2011 è uno dei solisti dello spettacolo teatrale “Ostinati e contrari”: un omaggio alla poetica di Fabrizio De Andrè in collaborazione con l'associazione musicoterapica “La stravaganza” per la regia di Sebastiano Filocamo, in scena a Milano al Teatro Franco Parenti e al Teatro Elfo Puccini. Da aprile a giugno conduce assieme a Mattia Boschetti “Buenos Aires 14” programma in esterna, in diretta con ospiti musicali e nomi illustri della cultura e dello spettacolo sulle frequenze di RadioRai2. Il 23 marzo riceve a Los Angeles il prestigioso premio ASCAP Awards come autore insieme a Laura Pausini e Paolo Carta del brano En cambio no, versione spagnola di Invece no per la categoria miglior ballad pop 2009. Dal 17 aprile conduce in diretta per Radio2, insieme a Mattia Boschetti BUENOS AIRES 14. A maggio 2010 esce Allora sia buon viaggio, il terzo ed ultimo album in studio dei Lost, di cui Niccolò è coautore insieme al frontman del gruppo Walter Fontana dei singoli L'applauso del cielo e Il cantante. Niccolò ha anche scritto il testo delle canzoni Due ore all'alba, Allora sia buon viaggio e Un segreto che hanno fatto parte dell'omonimo album.
Il 21 marzo 2011 esce per Carosello Records Non vale tutto (include un duetto con Elisa e uno con Patrizia Laquidara) terzo disco di inediti prodotto da Max Elli e Simone Bertolotti anticipato dal reading e dal video L'ultimo giorno d'inverno che, in pochi giorni, ottiene un numero altamente significativo di ascolti e download sulle piattaforme digitali. Il 27 maggio 2011 all'Arena di Verona, nell'ambito dei Wind Music Awards, ha ritirato il premio delle associazioni del settore discografico di Confindustria Cultura Italia FIMI, PMI e AFI, per il disco Non Vale Tutto. Il 18 luglio, sempre per l'album Non Vale Tutto, vince per la seconda volta il Premio Lunezia élite 2011. L'11 novembre esce Inedito nuovo album di Laura Pausini di cui Niccolò è autore e coautore insieme alla stessa Pausini di 7 brani. Nel settembre 2011 esce Sarò libera, il nuovo album di Emma, nel quale Niccolò è autore di 2 brani, Non sono solo te e Acqua e ghiaccio.
Da marzo a maggio 2012 fa parte della giuria della prima edizione di MTV Spit, dell'emittente MTV Italia, un programma musicale incentrato sul rap e battle di freestyle.

### 2013-presente
Il 29 gennaio 2013 annuncia l'uscita su YouTube di  Soltanto il vero, primo singolo del nuovo disco di inediti con la partecipazione del rapper Emis Killa. Successivamente è autore insieme a Dardust del brano Se rinasci per Emma, contenuto nell'album Schiena della cantante salentina. Il 2 maggio dello stesso anno pubblica il singolo Fino in fondo, prodotto da Marco Barusso, in duetto con la cantante Bianca Atzei, il brano viene successivamente inserito nell'album di Niccolò, Io non ho finito, in una versione interpretata esclusivamente da lui. Il 30 dicembre pubblica il singolo Braccialetti rossi.
Nel 2014 il suo brano Non ci aspettiamo più viene inciso da Irene Fargo per il suo dodicesimo album: Luce.
Il 21 gennaio 2014 pubblica l'album Braccialetti rossi, la colonna sonora della serie TV omonima, in onda dal 26 gennaio 2014. Il 27 maggio dello stesso anno pubblica l'album Io non ho finito.
Direttore artistico e compositore delle canzoni originali della colonna sonora per le tre stagioni dell'omonima serie tv, record di ascolti, Agliardi ha ricevuto in occasione del Festival del Cinema di Roma 2014 due premi come migliore colonna sonora dell’anno per la sezione fiction e migliore canzone originale con Io non ho finito.
Nel 2015 scrive sei brani per il nuovo album di Laura Pausini, Simili: La title track, scritta insieme a Edwyn Roberts, vince il disco di platino.
Il 6 ottobre 2016 Salani Editore pubblica il suo secondo romanzo: Ti devo un ritorno.
A Giugno 2018 conduce su Rai Uno il programma "Dimmi di te"
Ad Agosto 2018 conduce su Radio 2 il programma "Week-Up", in onda tutti i weekend, in coppia con Paola Gallo
Il 14 Settembre 2018 viene pubblicata la sua prima antologia, "Resto". Il disco è stato anticipato dall'inedito "Johnny".
Nel 2021 grazie al brano Io si(seen) vince un Golden Globe nella categoria “Miglior canzone originale”.

## Discografia

### Album in studio
- 2005 - 1009 giorni
- 2008 - Da casa a casa
- 2011 - Non vale tutto
- 2014 - Io non ho finito

### Colonne sonore
- 2014 - Braccialetti rossi
- 2015 - Braccialetti rossi 2
- 2016 - Braccialetti rossi 3

### Raccolte
- 2018 - Resto. Antologia 2018

### Singoli
- 2001 - Fiammiferi
- 2004 - Fratello pop
- 2005 - Mi manca da vicino
- 2005 - Le cose che arrivano dopo
- 2008 - Aspetto una domanda
- 2008 - L'amore per caso
- 2009 - Perfetti
- 2011 - Ultimo giorno d'inverno
- 2011 - Mi manca da vicino (new version)
- 2011 - Qualcosa vicino all'amore
- 2012 - Ai piedi dell'arcobaleno
- 2012 - Buoni propositi
- 2013 - Fino in fondo (feat. Bianca Atzei)
- 2013 - Braccialetti rossi (Io non ho finito)
- 2014 - Volevo perdonarti, almeno
- 2014 - La sentinella
- 2015 - Il bene si avvera (Ci sono anch'io)
- 2015 - Atti mancati
- 2015 - L'inizio del mondo (feat. Francesco Facchinetti)
- 2015 - Acrobati (feat. Edwyn Roberts & L'Aura)
- 2016 - Ti sembra poco
- 2018 - Johnny

## Videografia

### Video musicali
| Anno | Titolo                                          | Regista/i                       |
| ---- | ----------------------------------------------- | ------------------------------- |
| 2001 | Fiammiferi                                      | Laura Bolzoni, Carlo Paramidani |
| 2004 | Fratello pop                                    | Luca Tiozzo                     |
| 2005 | Mi manca da vicino [prima versione]             | Niccolò Bottarelli              |
| 2005 | Le cose che arrivano dopo                       |                                 |
| 2008 | Aspetto una domanda                             | Laura Chiossone                 |
| 2009 | Perfetti                                        |                                 |
| 2011 | Ultimo giorno d'inverno                         | CromaZoo                        |
| 2011 | Mi manca da vicino [seconda versione]           | CromaZoo                        |
| 2011 | Qualcosa vicino all'amore                       | CromaZoo                        |
| 2012 | Ai piedi dell'arcobaleno                        | Paolo Cartago                   |
| 2012 | Buoni propositi                                 | Piergiorgo Seidita              |
| 2013 | Soltanto il vero (feat. Emis Killa)             | Paolo Cartago, Jacopo Sarno     |
| 2013 | Fino in fondo (feat. Bianca Atzei)              | Paolo Cartago, Jacopo Sarno     |
| 2013 | Braccialetti rossi (Io non ho finito)           | Nicola Campiotti                |
| 2014 | Volevo perdonarti, almeno                       | Giulio Volpe                    |
| 2014 | La sentinella                                   | Jacopo Sarno                    |
| 2014 | Io tifo per te                                  | Nicola Campiotti                |
| 2015 | Il bene si avvera (Ci sono anch'io)             | Nicola Campiotti                |
| 2015 | Atti mancati                                    | Piergiorgio Seidita             |
| 2015 | L'inizio del mondo (feat. Vanessa Incontrada)   | Nicola Campiotti                |
| 2016 | Ti sembra poco                                  | Duccio Giordano                 |
| 2017 | La tua felicità (feat. Edwyn Roberts)           | Mozzilla Fox                    |
| 2018 | Johnny                                          | Michele Piazza                  |
| 2019 | Di cosa siamo capaci (feat. Vanessa Incontrada) | Giulio Volpe                    |

#### Partecipazioni in videoclip di altri artisti
| Anno | Titolo | Artista                     | Regista/i           |
| ---- | ------ | --------------------------- | ------------------- |
| 2009 | Domani | Artisti Uniti per l'Abruzzo | Ambrogio Lo Giudice |

## Autore
- 2007 - Irene Fornaciari - Vertigini in fiore - Autore con Zucchero Fornaciari, su musica di Bryan Adams, di "Io non abito più qua"
- 2007 - Eros Ramazzotti - e² - Autore, su musica di Guy Chambers, del brano "Ci parliamo da grandi"
- 2008 - Mietta - Con il sole nelle mani - Autore del brano "Le parole che non esistono"
- 2008 - Laura Pausini - Primavera in anticipo - Coautore del brani "Invece no" e "La geografia del mio cammino"
- 2009 - Paola Iezzi - Alone - Coautore del brano "Io mi perdono"
- 2011 - Mietta - Due soli... - Coautore del brano "Sono come me (La prova reale)"
- 2011 - Emma - Sarò libera - Coautore dei brani "Non sono solo te" e "Acqua e ghiaccio"
- 2011 - Eleonora Crupi - Perfetti - Coautore del brano "Bastava" (poi ripreso da Laura Pausini)
- 2011 - Laura Pausini - Inedito - Coautore dei brani: "Benvenuto", "Non ho mai smesso", "Bastava", "Le cose che non mi aspetto", "Mi tengo", "Nessuno sa", "Tutto non fa te"
- 2012 - Virginio - Ovunque - Autore dei brani: "La dipendenza", "Di tutto, il meglio", "Colpa tua" e "Prima dell'estate"
- 2013 - Emma - Schiena - Coautore del brano "Se rinasci"
- 2013 - Simona Molinari - Dr. Jekyll Mr. Hyde - Coautore del brano "Gran balòn"
- 2013 - Edwyn Roberts - Autore del singolo "Mattia"
- 2014 - Irene Fargo - Luce - Autore del brano "Non ci aspettiamo più"
- 2015 - Laura Pausini - Simili - Coautore dei brani: "Simili", "Chiedilo al cielo", "Ho creduto a me", "Il nostro amore quotidiano", "Colpevole", "Per la musica"
- 2017 - Paola Turci - "Il secondo cuore" - Autore del brano "Combinazioni"
- 2017 - Arisa - Autore del brano "Ho cambiato i piani"
- 2018 - Laura Pausini - Fatti sentire - Coautore dei brani: "Non è detto", "Frasi a metà", "Zona d'ombra"
- 2020 - Laura Pausini- Coautore del brano "Io sí (Seen)"
- 2022 - Cristina D'Avena - Autore del brano L'altro Natale

## Libri
- 2008 - Ma la vita è un'altra cosa
- 2016 - Ti devo un ritorno
- 2019 - Per un po'
- 2024 - Prima di essere prìncipi

## Collaborazioni
L'elenco degli artisti con cui Niccolò Agliardi si è trovato a collaborare in questi anni comprende nomi noti e meno noti come: Bryan Adams, Damien Rice, Matteo Bassi, Simone Bertolotti, Alessandro Branca, Chiara Canzian, Bianca Atzei, Guy Chambers, Luca Chiaravalli, Aida Cooper, Elisa, Emma Marrone, Niccolò Fabi, Francesco Facchinetti, Michele Fischietti, Irene Fornaciari, Gianluca Grignani, Guido Guglielminetti, Mark Harris, Patrizia Laquidara, Paolo Carta, Ermal Meta, Simona Molinari, Lost, Luca Jurman, Massimo Luca, Paolo Meneguzzi, Emis Killa, Silvia Aprile, Jacopo Sarno, Matmatà, Paola Iezzi, Mietta, Anna Oxa, Simone Patrizi, Laura Pausini, Pier Cortese, Dardust, Eros Ramazzotti, Mika, Federico Stragà, Syria, Andrea Giops, Virginio, Zucchero Fornaciari, Edwyn Roberts.